# K'Aquete
K'Aquete är en ort i Mexiko.   Den ligger i kommunen Zinacantán och delstaten Chiapas, i den sydöstra delen av landet, 700 km öster om huvudstaden Mexico City. K'Aquete ligger 1 759 meter över havet och antalet invånare är 375.
Terrängen runt K'Aquete är kuperad åt nordost, men åt sydväst är den bergig. Runt K'Aquete är det ganska tätbefolkat, med 54 invånare per kvadratkilometer. Närmaste större samhälle är San Cristóbal de las Casas, 19,8 km öster om K'Aquete. I omgivningarna runt K'Aquete växer huvudsakligen savannskog.